# マペット・ショー
『マペット・ショー』は、イギリスで1976年から1981年まで放送された人形劇の音楽バラエティ番組。日本ではテレビ朝日系で1981年6月7日から9月27日まで毎週日曜 18:30 - 19:00 (JST) に短期放送された（スポンサーはSONYの一社提供）。

## 概要
『セサミストリート』のジム・ヘンソンに生み出されたマペットたちがステージ俳優とスタッフに扮し、ゲストに有名な歌手・俳優たちを迎えて贈るミュージカルコント番組。
アメリカなどで全106か国以上も放送されて大ヒットし（日本ではヒットせず）、「マペット放送局」などのスピンオフ作品も作られた。しかし、ゲストと音楽の権利関係の問題から本国でもソフト化はシーズン3までしかされていない。
2021年2月19日からアメリカのDisney+で全5シーズンが配信された。しかし、ブルック・シールズとクリス・ランガムのエピソードは欠番となっているほか、人種・文化の描写に関係するエピソードには注意事項が表示されている。日本のDisney+では未配信。

## マペットの仲間たち
カーミット（Karmit）
操演 - ジム・ヘンソン ／吹き替え - 山田康雄
マペット劇場から生中継されるテレビ番組『マペット・ショー』のホスト。のんびり屋のインテリカエル。
スクーター（Scooter）
操演 - リチャード・ハント ／吹き替え - 近石真介
劇場のオーナーの甥の番組AD。カーテンオープンの秒読みやカーミットのアシストを担当する。
ミス・ピギー（Miss Piggy）
操演 - リチャード・ハント→フランク・オズ／吹き替え -  天地総子
コーラスを担当するブタの美人女優。わがままだが誇り高い。カーミットの恋人。
ゴンゾ（Gonzo）
操演 - デーヴ・ゲルツ／吹き替え - 熊倉一雄
長い鼻の青いマペット。クレイジーで無謀な挑戦をする命知らずのスタントパフォーマー。
フォジー（Fozzy）
操演 - フランク・オズ／吹き替え - 神山卓三
コメディアンのクマのパペット。ジョークのセンスがなく、ゲストのパフォーマンスを真似しようとして大失敗する。カーミットの親友。
アニマル（Animal）
操演 - フランク・オズ／吹き替え - 緑川稔
エレクトリック・メイヘムの過激な囚人ドラマー。仕事がない時は独房に繋がれている。長野オリンピックのアメリカスノーボードチームのマスコットになった。
サム・イーグル（Sam The Eagle）
操演 - フランク・オズ／吹き替え - 納谷悟朗
アメリカの象徴のワシで愛国者。清く正しいアメリカ精神を守るため、番組の進行に口を出そうとして無視される。
ロルフ（Rowlf the Dog）
操演 - ジム・ヘンソン／吹き替え - 永井一郎
ピアノ演奏を担当する犬のマペット。
リンク（Link Hogthrob）
操演 - ジム・ヘンソン／吹き替え - 柳澤真一
ハンサムでうぬぼれ屋のブタ。
ドクター・ストレンジポーク（Dr. Julius Strangepork）
操演 - ジェリー・ネルソン／吹き替え - 槐柳二
宇宙飛行士のブタの科学者。
ナレーション（The Announcer）
操演 - ジェリー・ネルソン／吹き替え - 羽佐間道夫
番組のナレーション。ほとんど姿は見せないが彼も人型のマペットである。
ニュースマン（The Newsman）
操演 - ジム・ヘンソン／吹き替え - 羽佐間道夫
「マペットニュース」のニュースキャスター。正確なニュースを伝えようとして災難に見舞われる。
シェフ（The Swedish Chef）
操演 - ジム・ヘンソン／吹き替え - 滝口順平
料理番組のホスト。スウェーデン語もどきの謎の言葉を喋りながらめちゃくちゃな料理をする。
スタトラー&ウォルドーフ（Statler and Waldorf）
操演 - ジム・ヘンソン／吹き替え - 河村弘二（スタトラー）
操演 - リチャード・ハント／吹き替え - 前沢迪雄（ウォルドーフ）
皮肉っぽい二人組の老人。劇場のバルコニー席からヤジを飛ばす。
ヒルダ（Hilda）
操演 - エレン・オズカー／吹き替え - 京田尚子
番組の衣装係。
ウェイン&ワンダ（Wayne and Wanda）
操演 - リチャード・ハント／吹き替え - 不明（ウェイン）
操演 - エレン・オズカー／吹き替え - 白石冬美 （ワンダ）
クラシック歌手のカップル。歌の芝居中に災難に見舞われる。
ミルドレット（Mildred Huxtetter）
操演 - ルイーゼ・ゴールド／吹き替え - 瀬能礼子

スウィータム（Sweetums）
操演 - リチャード・ハント／吹き替え - 田中康郎
毛むくじゃらの巨人。恐ろしい見た目だが性格は優しい。
ドクター・ブンゼン （Dr. Bunsen Honeydew）
操演 - デーヴ・ゲルツ／吹き替え - 不明
科学者で発明家。発明品をプレゼンしようとして災難を起こす。
ビーカー（Beaker）
操演 - リチャード・ハント／吹き替え - 山田俊司（現：キートン山田）
ブンゼンの助手。ブンゼンの発明品の被害に遭う。「ミー」「ミープ」としか喋れない。
カミラ（Camilla the Chicken）
操演 - ジェリー・ネルソン
ニワトリ。ゴンゾの恋人。
ドクター・ティース（Dr. Teeth）
ジム・ヘンソン／吹き替え - 内海賢二
番組のバンド「エレクトリック・メイヘム」のボーカル。
ジャニス（Janis）
操演 - リチャード・ハント／吹き替え - 丸山裕子
エレクトリック・メイヘムのギター。
フロイド・ペッパー（Floyd Pepper）
操演 - ジェリー・ネルソン／吹き替え - 北村弘一
エレクレトリック・メイヘムのベース担当。
ズート（Zoot）
操演 - デーヴ・ゲルツ／吹き替え - 田中崇（現：銀河万丈）
エレクトリック・メイヘムのトランペット担当。
ロビン（Robin the Frog）
操演 - ジェリー・ネルソン／吹き替え - 一城みゆ希
カーミットの甥。
クレイジー・ハリー（Crazy Harry）
操演 - ジェリー・ネルソン／吹き替え - 不明
爆破好きな特殊効果担当。笑いながらダイナマイトのスイッチを押す。
ルー・ジーランド（Lew Zealand）
操演 - ジェリー・ネルソン／吹き替え - 不明
魚投げのパフォーマー。
ビッグバード
操演 - キャロル・スピニー
「セサミストリート」のパペット。シーズン3にゲスト出演した。

## 主なゲスト
- エルトン・ジョン（声 - 富山敬）
- キャンディス・バーゲン（声 - 平井道子）
- クレオ・レーン（声 - 小原乃梨子）
- サンディ・ダンカン（声 - 松島トモ子）
- シェリル・ラッド（声 - 夏木マリ）
- シャルル・アズナブール（声 - 藤村有弘）
- ジュリー・アンドリュース（声 - 武藤礼子）
- ハリー・ベラフォンテ（声 - 尾藤イサオ）
- ピーター・セラーズ（声 - 川久保潔）
- ビンセント・プライス（声 - 田中明夫）
- ペトゥラ・クラーク（声 - 藤田淑子）
- ポール・ウィリアムズ（声 - 鈴木ヒロミツ）
- ラクエル・ウェルチ（声 - 中村晃子）
- リタ・モレノ（声 - 鈴木弘子）
- ロレッタ・リン（声 - 江利チエミ）

上記15エピソードが日本国内で放送された。
- ボブ・ホープ
- アンディ・ウィリアムス
- スター・ウォーズ（ルーク・スカイウォーカー/マーク・ハミル、C-3PO、R2-D2が出演）
- バディ・リッチ
- ジョン・クリーズ

## 主題歌
「マペット・ショーのテーマ」
作詞・作曲 - ジム・ヘンソン、サム・ポトル、歌 - マペットたち
この番組のテーマソング、最後にゴンゾが失敗する場面が何度か見られた。シーズン1ではフォジーがジョークを言っていたが、シーズン2以降はスタトラーとウォルドーフがジョークを言うようになる。

## 日本語版製作スタッフ
吹替翻訳 - 平田勝茂
吹替演出 - 加藤敏
脚色 - 滝沢ふじお
訳詞 - 片桐和子
調整 - 中田順一
MA - 青木伸次
進行 - 向井士郎
音楽協力 - いずみたく、フォーリーズ
担当 - 植木明、猪谷敬二
製作 - 東北新社、テレビ朝日